# Jöns-Perstjärnen (Offerdals socken, Jämtland)
Jöns-Perstjärnen är en sjö i Krokoms kommun i Jämtland och ingår i Indalsälvens huvudavrinningsområde.